# Afrikaiibolya (növényfaj)
Az afrikaiibolya vagy Uzambara-ibolya (Saintpaulia ionantha) az ajakosvirágúak rendjébe, a csuporkafélék (Gesneriaceae) családjába tartozó afrikaiibolya (Saintpaulia) növénynemzetség egyik faja, mely megtévesztő módon fokföldi ibolya, illetve pármai ibolya néven is ismert. Számos fajtája Magyarországon is kedvelt szobanövény.

## Elnevezése
Elterjedt fokföldi ibolya neve kétszeresen is megtévesztő, hiszen egyrészt nem a délnyugat-afrikai Fokföldön él, hanem a kelet-afrikai Uzambara-hegységben őshonos, másrészt felületesen szemlélve megjelenésében emlékeztet ugyan az ibolyákra, de alaposabban megvizsgálva már feltűnőek a különbségek, s rendszertanilag is távol áll az ibolyafajoktól. Tudományos nevében – Saintpaulia ionantha – a nemzetségnevet Német Kelet-Afrika tisztviselője, báró Walter von Saint Paul-Illaire neve után kapta, aki a növényt 1892-ben fedezte fel a tudomány számára[forrás?], az ionantha faji név pedig görög eredetű szó, s ibolyavirágút jelent. A növény német neve Usambaraveilchen, azaz magyar tükörfordításban Uzambara-ibolya.

## Elterjedése
A Tanzánia területén található Uzambara-hegység szurdokaiban és sziklarepedéseiben őshonos. Kedvelt szobanövény, a világ számos országában megtalálhatók fajtái.

## Megjelenése
Az afrikaiibolya magassága 6–15 cm. Levéllemezei ovális alakúak, hosszúságuk 2,5–8 cm, melyek egy 2–10 cm-es nyél végén találhatók. Virágai laza, 5-10 virágú virágzatban állnak. A csészelevelei öttagúak, tövüknél összeforrtak. Az ibolyáktól (Viola spp.) abban különbözik, hogy más a virágszerkezete, virágai kevesebb (2–4) porzót tartalmaznak, nincsenek sarkantyúi, lomblevelei pedig húsosak és finom szőrökkel sűrűn borítottak.
Fajtái különféle színű virágokban pompáznak, bár magyarországi üzletekben főleg kékeslila, bíbor, rózsaszín és néha fehér virágú fajtákat árusítják. Amennyiben megfelelő körülmények között tartják, egész évben virágzik.

## Gondozása
Az afrikaiibolya laza, jól levegőző humuszos talajban érzi jól magát. A virágboltokban kapható hagyományos talajkeverék megfelelő számára, de azt még esetleg kiegészíthetjük egyharmad részben tőzeggel, valamint egy kevés dolomitporral és szuperfoszfáttal is gazdagíthatjuk.
Mivel a növény fényigényes, csak egyenletesen, jól megvilágított helyen fejlődik  megfelelően. A tűző naptól viszont óvni kell, mert hatására a leveleken száraz, barna  foltok alakulhatnak ki. Kevés fény hatására a növény felnyurgul, a levélszárak megnyúlnak.
Az afrikaiibolya trópusi származása miatt a 20-22 °C-os kiegyenlített hőmérsékletet és a párás (70-90%) relatív páratartalmú környezetet kedveli. Megfelelő páratartalom mellett a 30 °C-os hőmérsékletet is elviseli, viszont minimum 18 °C-os hőmérsékletet igényel. Erre a 18 °C-ra nagyon kényes, e hőmérséklet alatt a levelek foltosodnak, így az áru eladhatatlan lesz.
Bár páraigénye elég magas, viszont a leveleket soha ne permetezzük, mert az foltosodásukhoz, rothadásukhoz vezethet.
Ügyeljünk arra, hogy mindig alulról öntözzük a virágot. Az öntözésre használt víz legyen előmelegítve 20°C-ra, mert érzékeny az öntözővíz hőmérsékletére. 15 perc után borítsuk ki a vizet, ami ottmaradt az alátétben, ezzel elkerülhető az álló vízzel járó gyökér- és tőrothadás. Amennyiben azt tapasztaljuk, hogy az alsó levelek kókadni kezdenek, általában a túlöntözésre és a pangó vízre gyanakodhatunk kiváltó okként.
Levéldugványról szaporítsuk. A növényről válasszunk le néhány levelet 3–5 cm-es levélnyéllel, és gyökereztetésre állítsuk vízbe, majd tegyük meleg helyre. A vizet kétnaponta cseréljük. Amikor a gyökeresedést követően már apró levelek is kifejlődtek, ültessük át tápdús, laza virágföldbe, és neveljük tovább.

## Termesztése
Üzemekben főleg vegetatív úton szaporítják, levéldugványról, de alkalmaznak mikroszaporítást is főleg az újabb fajtáknál.
A levéldugványos szaporításnál már kifejlett leveleket használunk, 3–4 cm-es levélnyéllel szedjük őket és egymás fölé duggatva helyezzük el őket egy szaporítóládában. A szaporítóközeg lehet perlit, tőzeg, homok és ezek keveréke. A dugványokat letakarjuk, hogy ezzel is csökkentsük a párologtatásukat. 2 hónap alatt meggyökeresednek és ezzel egy időben járulékos gyökerek is képződnek.

## Növényvédelem
A növényvédőszerek kijuttatásakor figyelni kell a szakszerű használatra, mert a növény növényvédőszer-perzselésre érzékeny.
Fontosabb kórokozók:
Nyugati virágtripsz (Frankliniella occidentalis): igen veszélyes kártevő, nehéz ellene a védekezés. Lemosó permetezéssel védekezhetünk ellene a virágzás előtt pár nappal.
Szürkepenész (Botrytis cinerea): levegőtlen, párás termesztőberendezésekben fordul elő
Lisztharmat (Oidium sp.): folyamatosan kell ellene védekezni, füstöléssel gátoljuk a fejlődését.
Erviniás hervadás (Erwinia carotovora var. chrysanthemi): a védekezés ellene megelőző jellegű. Tisztán kell tartani az állományt és nem hagyni befülledni.